# Леон Гінзбург
Леон Гінзбург (італ. Leone Ginzburg; 4 квітня 1909, Одеса, Російська імперія — 5 лютого 1944, Рим, Королівство Італія) — італійський письменник, журналіст, видавник і педагог; визначний діяч антифашистський руху та герой руху Опору в Італії.
Він був чоловіком відомої письменниці Наталії Гінзбург і батьком історика Карло Гінзбурга.

## Раннє життя і кар'єра
Народився 4 квітня 1909 в Одесі в єврейській родині. В дитинстві разом з батьками переїхав спочатку до Берліна, а потім — до Турина.
Навчався в ліцеї Massimo d'Azeglio в Турині. Ця школа сформувала групу представників інтелігенції та політичних активістів, які будуть боротися з фашистським режимом Беніто Муссоліні і, зрештою, сприятиме становленню післявоєнної демократичної Італії. Його однокласниками були такі відомі інтелектуали, як Норберто Боббіо, П'єро Гобетті, Чезаре Павезе, Джуліо Ейноді, Массімо Міла, Вітторіо Фоа, Джанкарло Пажетта і Феліче Бальбо.
На початку 1930-х, Гінзбург викладав слов'янські мови і російську літературу в Туринському університеті і допомагав представляти російських авторів перед італійською публікою. Переклав блискучою класичною манерою окремі твори Ф. Достоєвського, О. Пушкіна, Л. Толстого, А. Чехова. 
У 1933 Гінзбург став співзасновником, разом з Джуліо Ейнауді, видавництва "Einaudi". Він втратив свою посаду викладача в 1934, відмовившись дати клятву на вірність фашистському режиму.

## Переслідування і внутрішнє заслання

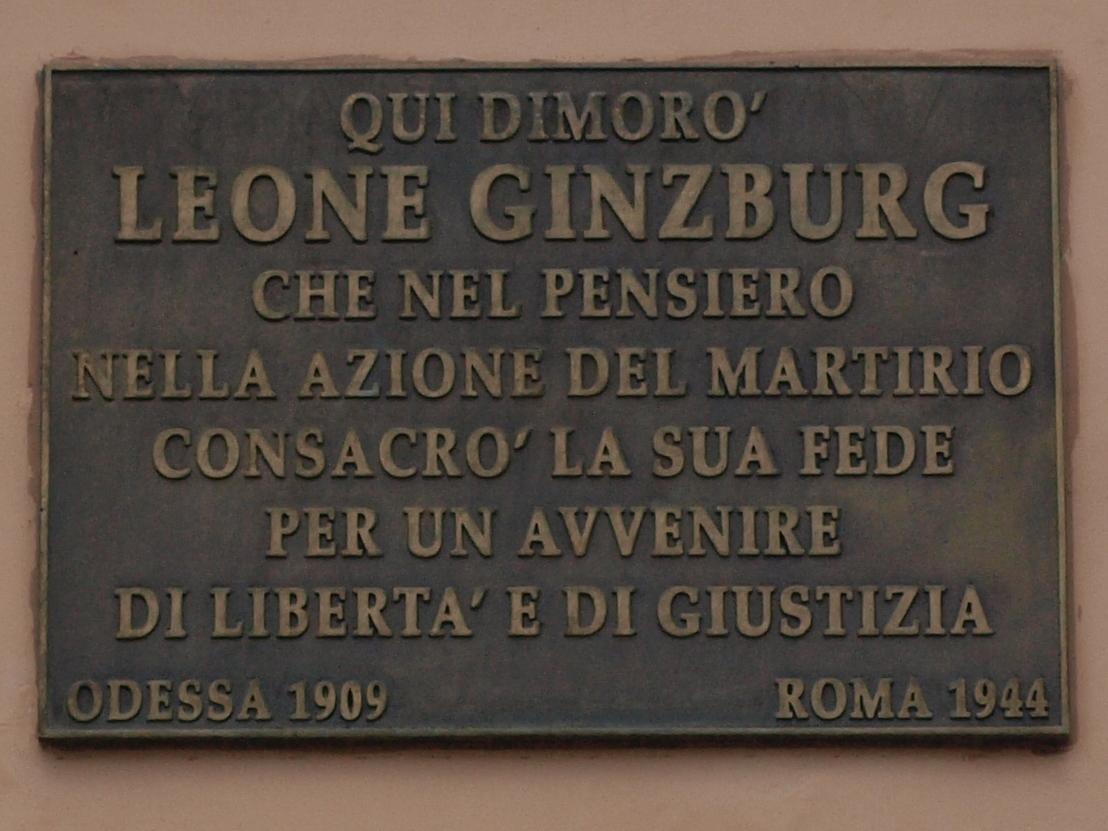
Меморіальна дошка на будинку, де жили Наталія і Леон Гінзбург Піццолі поблизу Аквіли

Незабаром після цього, він і 14 інших молодих туринських євреїв, у тому числі Сіон Сегре Амар, були заарештовані за співучасть у так званій «Ponte Tresa Affair» (ввозила антифашистську літературу через кордон зі Швейцарії), але вирок Гінзбургу був легким. Він був знову заарештований в 1935 році за свою діяльність як лідер Карло Леві — італійської організації Giustizia e Libertà, що входила до Партії справедливості і свободи, що була заснована Карло Росселлі у Парижі у 1929.
У 1938 він одружився з Наталією Гінзбург. У тому ж році він втратив своє італійське громадянство, коли фашистський режим ввів антисемітські расові закони. У 1940 році Гінзбург отримав покарання, яке фашисти називали «конфіно» — внутрішнє заслання до віддаленого, бідного села, в його випадку село Піццолі в Абруццо, де він з дружиною перебував впродовж 1940-1943 рр..
Так чи інакше, Леон був спроможний продовжити свою роботу як головного редактора видавництва «Einaudi» впродовж усього періоду. У 1942 році він став одним із засновників підпільної організації Partito d'Azione або «Дії партії», партії демократичного опору. Він також редагував їхню газету L'Italia Libera.

## Арешт і вбивство
У 1943, після вторгнення союзників в Сицилію і падіння Муссоліні, Леон відправився до Рима, залишивши свою сім'ю в Абруццо. Коли нацистська Німеччина вторглася у вересні, Наталія Гінзбург з трьома дітьми покинула Піццолі, просто сівши до салону німецької вантажівки і сказавши водію, що вони — біженці, які втратили свої документи. Наталія зустрілася з Леоном і сховалася у столиці.
20 листопада 1943 Леон, який тепер користувався вигаданим ім'ям Леоніда Г'янтурко, був заарештований італійською поліцією в підпільній друкарні газети «L'Italia Libera». Він був доставлений до німецького сектора в'язниці Регіна Коелі.. Його піддали жорстоким тортурам. 5 лютого 1944 року він помер від отриманих травм. Йому було всього 34 роки